# Giftige vezelkop
De giftige vezelkop, ook wel witrode vezelkop genoemd, (Inosperma erubescens) is een dodelijk giftige paddenstoel uit de familie Inocybaceae. De giftige vezelkop wordt als inheems beschouwd in Vlaanderen, Wallonië en Brussel. De soort is echter zeldzaam in België en Nederland. In Nederland wordt de soort op de rode lijst van 2004 als "ernstig bedreigd" beschouwd.

## Kenmerken

### Uiterlijke kenmerken
Hoed
De hoed heeft een diameter van 40 tot 100 mm. De vorm is bij jonge vruchtlichmaen klokvormig en spreidt zich later uit, waarbij de hoedrand vaak inscheurt en naar boven omkrult. Centraal blijft een bultje behouden (umbo). De hoedkleur varieert van roomachtig-crèmeachtig als het vruchtlichaam jong is tot geelbruin (zelfs kaneelkleurig) bij het ouder worden. Verder ontstaat bij het ouder worden een steeds duidelijker wordende steenrode kleur. De volwassen hoed is 2,5 tot 8 cm breed en heeft een roodachtige zweem door de uitstralende streping. De rode kleur is eveneens bij oude exemplaren langzaam op te wekken door druk op de hoed. De kleur van de hoed kan variëren tot baksteenrood, met name bij droog weer en toenemende ouderdom. Het vruchtvlees is wit tot lichtroze.
Lamellen
De vrij dicht op elkaar staande lamellen zijn aanvankelijk witachtig (soms met een lichtrode tint), maar verkleuren grijsachtig tot olijfgeel bij het ouder worden. De lamellen zijn uitgebocht aan de steel gehecht. 
Steel
De ringloze steel is 40 tot 80 mm lang en 8 tot 15 mm dik. Hij is stevig, vezelig, en aanvankelijk wit gekleurd. Bij het ouder worden krijgt de steel echter de kleur van de hoed. Het vlees van de steel is steeds roze. De steel is aan de basis soms licht knolvormig.
Geur
De reuk is in jonge toestand fruitig, alcoholachtig evoluerend tot onaangenaam zoetig, zelfs tabakachtig op latere leeftijd. Kibby noemt als geur sterk aromatisch, zeepachtig en onplezerig.
Sporenprint
De sporenprint is witachtig tot leembruin.

### Microscopische kenmerken
De sporen zijn ovaalvormig, soms onregelmatig, met afmetingen van 10–14 × 5,5–7,5 µm. De cheilocystidia zijn cilindrisch tot smal knotsvormig, vaak wat gebogen, dunwandig, met kleurloze of roodbruine inhoud, staan vaak in ketens en meten 40-60 × 8-15 µm.

## Verwarring
Er bestaat een grote kans dat de giftige vezelkop verward wordt met andere soorten, met name met de veel frequenter voorkomende voorjaarspronkridder. De reden van deze verwarring is dat beide paddenstoelen vroeg in het jaar kunnen gevonden worden, en op dezelfde standplaatsen voorkomen. Verwarring kan optreden met de blozende knolvezelkop, de weidekringzwam, de kale knoflooktaailing, champignonsoorten, de hanenkam en de giftige satijnzwam.
Onderstaande tabel geeft enkele paddenstoelen weer waarmee de giftige vezelkop kan verward worden.
| Paddenstoel           | Botanische naam   | Giftig | Afbeelding | Verschillen met de giftige vezelkop |
| --------------------- | ----------------- | ------ | ---------- | --- |
| Blozende knolvezelkop | Inocybe godeyi    | Ja     |            | De blozende knolvezelkop lijkt sterk op de giftige vezelkop maar is lichter van kleur, hoewel beiden rood worden bij beschadiging. Verder heeft de steel van de blozende knolvezelkop een bulbeuze basis, die niet aanwezig is bij de giftige vezelkop. De blozende knolvezelkop is doorgaans kleiner dan de giftige vezelkop. |
| Voorjaarspronkridder  | Calocybe gambosa  | Nee    |            | De voorjaarspronkridder heeft roomwitte tot roze plaatjes met witte sporen, de giftige vezelkop heeft olijfgroene plaatjes. De voorjaarspronkridder ruikt meelachtig, de giftige vezelkop nooit. De voorjaarspronkridder wordt ook nooit rood.                                                                                 |
| Giftige satijnzwam    | Entoloma sinuatum | Ja     |            | De giftige satijnzwam heeft bleekgele tot vleeskleurige plaatjes en roze sporen. De giftige vezelkop heeft daarentegen olijfgroene plaatjes en witte sporen. |
| Weidekringzwam        | Marasmius oreades | Nee    |            | De weidekringzwam komt ongeveer op dezelfde plaatsen voor als de giftige vezelkop. De hoed is echter glad en niet gestraald. De crèmekleurige lamellen van de weidekringzwam zijn dik en staan ver uit elkaar. |

## Verspreiding
De paddenstoel wordt in Midden-Europa zelden hoger dan 500 meter gezien. In Nederland komt hij vrij zeldzaam voor. Hij staat op de rode lijst in de categorie 'Bedreigd'.

## Ecologie
De giftige vezelkop is een saprotrofe paddenstoel die zich voedt met dood plantenmateriaal. Deze paddenstoel groeit van mei tot juli-augustus in loofbossen, parken, tuinen, onder struiken, langs paden en bosranden op kalkrijke bodems. Verder wordt de soort gezien op rijke, bemeste klei- en leembodems. De giftige vezelkop komt vooral voor onder beuken en lindebomen en na regenbuien. Op een standplaats worden vaak meerdere vezelkoppen gezien.

## Giftigheid

De giftige vezelkop bevat een hoge concentratie muscarine.

De paddenstoel is dodelijk giftig door de aanwezigheid van de stof muscarine. Muscarine veroorzaakt problemen met het autonome zenuwstelsel, wat zorgt voor de regulatie van de meest basale lichaamsfuncties zoals de spijsvertering en de hartactie. Het ziektebeeld dat gepaard gaat met een intoxicatie wordt het muscarinesyndroom genoemd. De hoeveelheid muscarine bedraagt tot 0,037%, maar kan sterk variëren naargelang de standplaats. De dodelijke hoeveelheid muscarine bereikt men reeds na consumptie van 40-500 gram vers vruchtlichaam. De inname van de zwam leidt in 7.9% van de gevallen tot de dood.

### Incubatietijd
De tijd tussen opname van de paddenstoel en het optreden van vergiftigingsverschijnselen is zeer kort: tussen een aantal minuten en een tweetal uur.

### Ziekteverschijnselen
De symptomen treden snel op en worden onder het zogeheten "muscarinesyndroom" gerekend. Onder andere tranende ogen, loopneus, overvloedig transpireren, speekselvloed en ademhalingsmoeilijkheden treden op. Verder is het moeilijk om de urine op te houden. Het hartritme vertraagt en er kan een daling van de bloeddruk optreden. Verder worden misselijkheid, braken en diarree gezien. De ziekteverschijnselen duren doorgaans minder dan 24 uur.

### Behandeling
Indien een giftige vezelkop is ingenomen kan de inname van 0,5-1 gram actieve kool de opname van het gif vertragen. Omdat een vergiftiging ernstig kan verlopen moet iedereen die mogelijks een giftige vezelkop heeft ingenomen door een arts gezien worden en minstens vier uur geobserveerd worden. Indien er klachten optreden, dient de patiënt in het ziekenhuis te blijven tot de klachten weer zijn verdwenen. Het toedienen van atropine kan bovendien geïndiceerd zijn.